# Искюль, Сергей Николаевич
Сергей Николаевич Искюль (род. 12 октября 1946; Ленинград, СССР) — советский и российский историк, доктор исторических наук. Ведущий научный сотрудник Санкт-Петербургского института истории РАН.
Член Общества по изучению XVIII века (с момента его образования), Российского исторического общества (с 2017) и секции художественного перевода Союза писателей Санкт-Петербурга.

## Биография
В 1964 году поступил на Исторический факультет Ленинградского государственного университета. С того же года работал в Научной библиотеке им. Горького при ЛГУ, а с декабря 1965 года в Ленинградском отделении Института истории АН СССР (с 1992 года — Санкт-Петербургский филиал Института российской истории РАН, с 2000 — Санкт-Петербургский институт истории РАН) научно-техническим сотрудником архива. В 1969 году окончил Истфак ЛГУ. С июля 1973 года — и. о. младшего научного сотрудника, а с октября того же года — младший научный сотрудник.
Первой крупной историко-источниковедческой работой Искюля было участие его в числе авторского коллектива (З. Н. Савельев, М. П. Ирошников, Л. Н. Семёнова, А. И. Юхт) под руководством С. Н. Валка и Н. Е. Носова в подготовке к изданию публикации трудов В. Н. Татищева, вышедшего в свет в 1979 году.
В 1982 году защитил диссертацию на соискание учёной степени кандидата исторических наук по теме «Германский вопрос во внешней политике России: 1807—1812 гг.». С июля 1986 года — научный сотрудник, а с декабря 1992 — старший научный сотрудник. В 1993 году проходил стажировку в Национальном архиве Франции. В 1997 году защитил докторскую диссертацию по теме «Внешняя политика России и германские государства 1801—1812 гг.». С августа того же года (по настоящее время) — ведущий научный сотрудник Санкт-Петербургского института истории РАН. С ноября 2013 года — заведующий Научно-историческим архивом.
Неоднократно получал стипендии Дома наук о Человеке (Париж). Также участвовал в международных конференциях, включая Study Group International в Даремском университете (Англия). В сентябре 2018 года под руководством Искюля проводились работы в архивах и библиотеках Парижа по проекту «Князь А. Б Куракин и его миссия в Париже в 1810—1812 гг.».

## Награды и премии
- Премия имени митрополита Московского и Коломенского Макария (Булгакова) (2016—2017) — за работу «Война и мiръ в России в 1812 г.» (СПб., 2017), вторая премия в номинации «История России»[4].

## Рецензии
- Бабенко О. В. Рец.: Искюль С. Н. Внешняя политика России и германские государства (1801—1812). М.: Индрик, 2007 // Социальные и гуманитарные науки. Отечественная и зарубежная литература: Серия 5: История. — М.: Изд-во ИНИОН РАН, 2008. — № 2. — С. 117—121. — ISSN 2219-875X.
- Вилинбахов Г. В. Рецензия на монографию: Искюль С. Н. Война и мiръ в России в 1812 г. Изд. 2-е, доп. СПб.: Петрополис, 2017. 880 с. // Петербургский исторический журнал исследования по российской и всеобщей истории. — СПб.: Изд-во СПбИИ РАН, 2017. — № 3 (15). — С. 291—295. — ISSN 2311-603X.
- Земцов В. Н. Искушение Львом Толстым, или Пример одной парадоксальной истории войны 1812 года (о книге С. Н. Искюля) // Французский ежегодник. — М.: Институт всеобщей истории РАН, 2017. — Т. 50. — С. 421—435. — ISSN 0235-4349.
- Комиссаров Б. Н. Рец.: С. Н. Искюль. Внешняя политика России и германские государства (1801—1812). М: Изд-во «Индрик». 2007. 390 с. // Вопросы истории. — М., 2008. — № 11. — С. 168—170. — ISSN 0042-8779.